# UD Leiria
União Desportiva de Leiria er en portugisisk fodboldklub fra byen Leiria. Klubben blev stiftet i 1966 og spiller sine hjemmekampe på Estádio Dr Magalhães Pessoa.
Den nuværend træner for Manchester United F.C., José Mourinho, var træner for UD Leiria i 2001-02.

## Historiske slutplaceringer
| Sæson   | Niveau | Liga          | Placering | Kilde(r) | Info |
| ------- | ------ | ------------- | --------- | -------- | ---- |
| 2010–11 | 1.     | Primeira Liga | 10.       | [ 1 ]    |      |
| 2011–12 | 1.     | Primeira Liga | 16.       | [ 2 ]    |      |